# Реден (Доња Саксонија)
Реден (њем. Rheden) град је у њемачкој савезној држави Доња Саксонија. Једно је од 40 општинских средишта округа Хилдесхајм. Према процјени из 2010. у граду је живјело 1.199 становника. Посједује регионалну шифру (AGS) 3254027.

## Географски и демографски подаци
Реден се налази у савезној држави Доња Саксонија у округу Хилдесхајм. Град се налази на надморској висини од 95 метара. Површина општине износи 15,2 km². У самом граду је, према процјени из 2010. године, живјело 1.199 становника. Просјечна густина становништва износи 79 становника/km².

## Међународна сарадња
| Мјесто | Држава    | Врста сарадње | Од    |
| ------ | --------- | ------------- | ----- |
|        | Француска | партнерство   | 1973. |
| Извор  |           |               |       |